# 춘천삼육초등학교
춘천삼육초등학교는 대한민국 강원특별자치도 춘천시에 있는 사립 초등학교이다.

## 학교 연혁
- 1955.04.01 춘천시 조양동 67-2 삼육학교 개교
- 1958.03.24 제1회 졸업식 거행
- 1962.02.13 삼육공민학교 인가 취득
- 1967.09.22 신축교사 준공(춘천시 효자 3동 114-1)
- 1972.05.02 춘천삼육국민학교 설립 인가(6학급)
- 2005.05.17 학교이전신축공사 준공식(동면 장학리 568-1)
- 2007.09.17 대운동장 조성(축대,울타리,조경)
- 2007.11.30 진입로 조성 공사(토지확보, 포장)
- 2008.02.29 전자도서관 설치
- 2009.08.31 영어 전용 교실 리모델링(4실)
- 2009.09.07 과학실 현대화 사업
- 2010.02.12 춘천삼육초등학교 학급 증설 인가(12학급)
- 2010.07.29 교과교실 2실 리모델링(돌봄교실 사업 선정)
- 2011.10.26 장애인 편의시설 설치
- 2012.03.01 제17대 김영동 교장 취임
- 2013.01.30 도서관, 보건실, 교무실 리모델링
- 2013.05.10 하늘 정원 완공, 다목적관 준공 예배
- 2013.05.10 교내 포장공사 완공
- 2013.10.17 아름다운 학교상 수상
- 2014.05.04 천연잔디운동장 및 놀이시설, 만남과 기다림의 동산(쉼터)
- 2014.07.31 학교 앞 횡단보도 및 신호등 설치
- 2014.10.08 구름다리 연결 통로 준공
- 2015.02.12 제58회 졸업식 거행(총 졸업생: 580명)

## 참고 자료
- 춘천삼육초등학교 - 한국교육학술정보원 학교알리미